# Olaug Nilssen
Olaug Nilssen, née le 28 décembre 1977 à Førde, dans l'Est norvégien, est une romancière, dramaturge, écrivaine pour enfants, essayiste et éditrice de magazines.

## Biographie
Olaug Nilssen naît le 28 décembre 1977 à Førde.
Elle étudie les sciences littéraires à l'université de Bergen et écrit à l'Académie des Beaux-Arts de Hordaland. Elle passe également une année chez Heimly Folkehøgskole à Finnsnes. Elle travaille également comme écrivaine et critique de livre. Depuis août 2008, elle dirige l’école d’écriture de Hordaland. Elle est également directrice adjointe du centre d'auteurs norvégien. Elle est nommée membre du Conseil culturel norvégien pour la période 2010-2013.
Olaug Nilssen est, entre autres, active dans la revue Vagant (en) et, avec Gunnhild Øyehaug, elle est rédactrice en chef de la revue littéraire Kraftsentrum.
Elle écrit en Nynorsk.
Parmi ses premiers romans figurent Innestengt i udyr (1998) et Vi har så korte armar (2002). Son roman Få meg på, for faen de 2005, adapté au théâtre, sert de base au film de 2011, Turn Me On, Dammit!, réalisé par Jannicke Systad Jacobsen. Le film reçoit le prix du scénario au Tribeca Film Festival 2011. Parmi ses pièces de théâtre figurent Skyfri himmel, mise en scène au Rogaland Teater en 2006, et Stort og stygt à partir de 2013

## Publications
- Innestengt i udyr : roman, Oslo, Det Norske Samlaget, 1998 (ISBN 82-521-5149-3, lire en ligne)
- Vi har så korte armar (no) : tilstandsrapportar, Oslo, Det Norske Samlaget, 2002, 179 p. (ISBN 82-521-5824-2)
- Ronnys rumpe, Oslo, N. W. Damm & Søn, 2004, 22 p. (ISBN 82-04-10080-9)
- Hybrideleg sjølvgransking : essay, Oslo, Det Norske Samlaget, 2005 (ISBN 82-521-6600-8)
- Få meg på, for faen!, Oslo, Det Norske Samlaget, 2005, 191 p. (ISBN 82-521-6522-2)
- Skyfri himmel, 2006 Rogaland Teater)
- Få meg på, for faen, 2007, Det norske teatret
- Nesten frelst av Sigvart Dagsland (en), Oslo, Det Norske Samlaget, 2009 (ISBN 978-82-521-7315-4) (biographie)
- Kjøkenbenkrealisme : ærlege historier om tidsklemma, Oslo, Det Norske Samlaget, 2012 (ISBN 978-82-521-8131-9)
- Stort og stygt : drama, Oslo, Det Norske Samlaget, 2013 (ISBN 978-82-521-8434-1) (drama, Det norske teatret)
- Tung tids tale, Oslo, Det Norske Samlaget, 2017 (ISBN 978-82-521-9027-4) (roman)
- Ikkje tenk på det : drama, Oslo, Det Norske Samlaget, 2019 (ISBN 978-82-521-9828-7)

### Dans des livres
- (no) Heimland : ei samling av 27 noveller, Førde, Firda, 1993 (ISBN 82-992807-1-0, lire en ligne)Av innhaldet: Då farmor slo ut håret - / Olaug Nilssen, s. 22 (un recueil de 27 nouvelles)
- (no) Signaler 2003, Oslo, Cappelen, 2003 (ISBN 82-02-22333-4)Av innhaldet: Heimreiser / Olaug Nilssen, s. 111-119
- (no) Levende om døden, Oslo, Gyldendal, 2004 (ISBN 82-05-33196-0)Av innhaldet: Død, kvar er brodden din? / Olaug Nilssen
- (no) Nesten!, Oslo, Aschehoug, 2004 (ISBN 82-03-24546-3)Av innhaldet: Nesten kastar ingen mann av hesten / Olaug Nilssen, s. 303-311
- (no) Norsk litterær årbok. 2004, Oslo, Samlaget, 2004 (ISBN 82-521-6360-2)Av innhaldet: Romanåret 2003 : dei fem beste bøkene eg las i 2003 / Olaug Nilssen
- (no) 100 års ensomhet : 15 norske skjønnlitterære forfattere om Grunnloven, Oslo, Cappelen, 2005 (ISBN 82-02-24847-7)Av innhaldet: Dronning i landet Vi må for andre / Olaug Nilssen, s.41-49
- (no) Quiz for kvasse : 2007 spørsmål fra faktahelvetet, Oslo, Spartacus, 2006, 330 p. (ISBN 82-430-0382-7)Av innhaldet: Olaug Nilssens litterære heltinner / Olaug Nilssen, s. 313-318
- (no) Rosa prosa : om jenter og kåthet, Oslo, 2006, 159 p., Gyldendal (ISBN 82-05-35357-3)Av innhaldet: Artur og Alma / Olaug Nilssen
- (no) Tilbake til 90-tallet, Oslo, 2007, NRK (ISBN 978-82-8178-248-8)Av innhaldet: Frisyre-triumfering sytten år på etterskot / Olaug Nilssen
- (no) DUS : den unge scenen. 6, Oslo, 2015, Transit (ISBN 978-82-7596-347-3)Av innhaldet: Jenta som ingen kunne mobbe / Olaug Nilssen

## Prix
- 2004 : Sokneprest Alfred Andersson-Ryssts fond (no)
- 2004 : Sigmund Skard-stipendet (no)
- 2005 : Bergensprisen, for Få meg på, for faen
- 2005 : Sunnmørsprisen (no)
- 2017 : Prix Brage dans la catégorie de fiction pour adultes pour Tung tids tale
- 2017 : Neshornet, Klassekampens kulturpris (no)
- 2017 : Prix de la littérature nynorske